# Zypernkonflikt

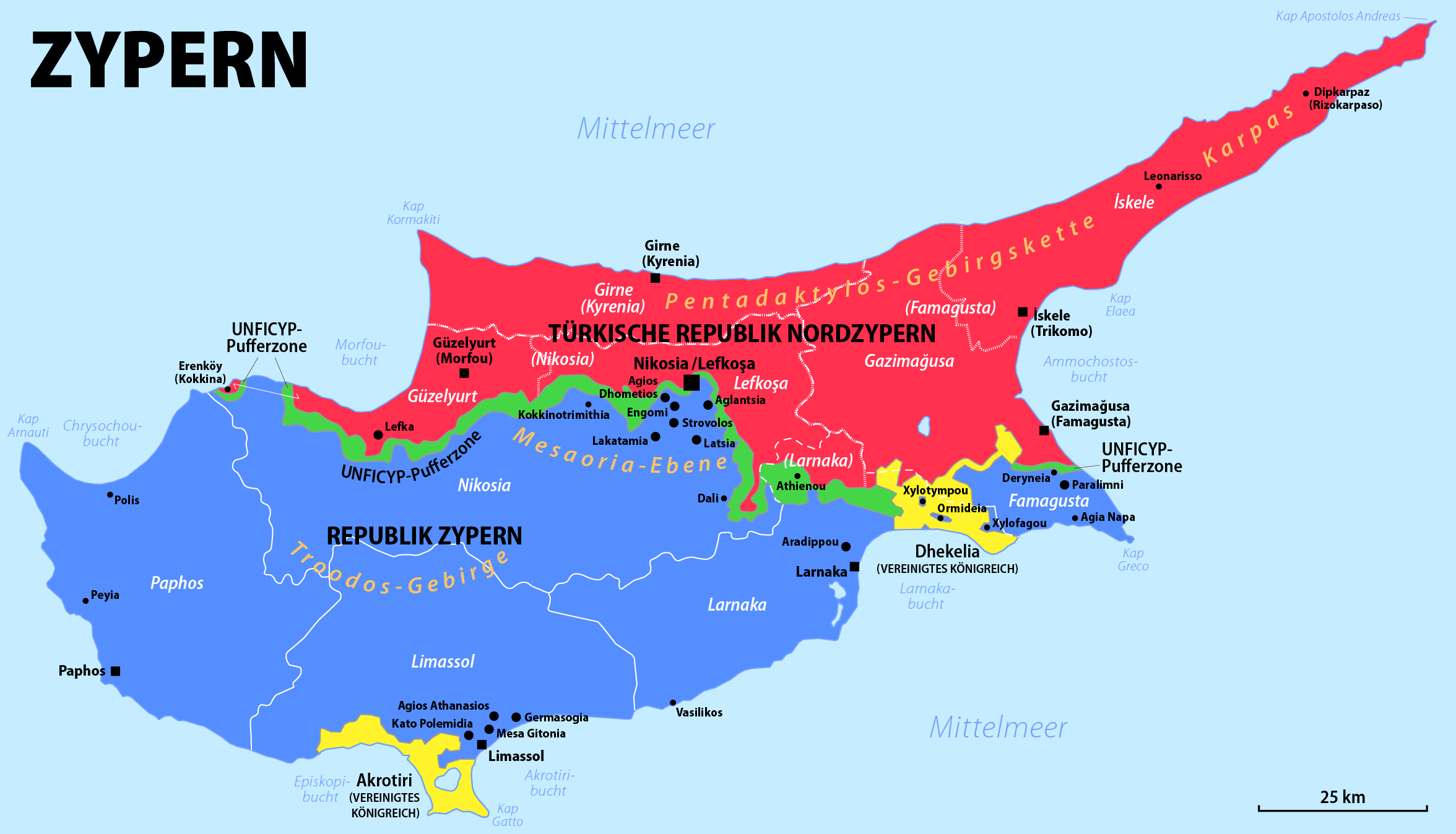
Zypern (seit 1983)

Der Zypernkonflikt (auch Zypernfrage genannt) besteht zwischen griechisch-zyprisch und türkisch-zyprisch beherrschten Gebieten auf Zypern. In seinem Verlauf wurde im Sommer 1974 der Norden der Insel (und damit ein Drittel des Staatsgebietes der Republik Zypern) von türkischen Streitkräften besetzt, nachdem griechische Putschisten den Anschluss Zyperns an Griechenland durchsetzen wollten. Im türkisch besetzten Norden wurde im November 1983 die – international nicht anerkannte – Türkische Republik Nordzypern proklamiert, die heute ein stabilisiertes De-facto-Regime bildet.
Obgleich eine politische Lösung bislang gescheitert ist, ist heute nach Jahren der Trennung dennoch eine Phase guter wirtschaftlicher und sozialer Kontakte entstanden.

## Ursachen

### Ende 19. Jahrhundert bis zum Ersten Weltkrieg
1878 verpachtete das Osmanische Reich, zu dem Zypern bis dahin gehört hatte, die Insel an das Vereinigte Königreich von Großbritannien und Irland. Unmittelbar nach der Übernahme gab es das erste Begehren von Zyperngriechen an den neuen Machthaber, die Insel wieder zu räumen. Der damalige zyperngriechische Erzbischof Sophronios bat den ersten Gouverneur der Krone darum, dass Zypern mit dem „griechischen Mutterland“ vereinigt werden solle. Dies war eine der frühesten Bekundungen für die Enosis (Ένωσις), die Vereinigung mit Griechenland, der noch weitere folgten.
Mit Griechenland verbanden die Zyperngriechen große kulturelle, sprachliche und religiöse Gemeinsamkeiten und nicht zuletzt die Hoffnung auf wirtschaftliche Entwicklung – denn London investierte nur wenig in die Insel, und die Bevölkerung litt Hunger und Not. Die beiden ethnischen Gruppen wurden durch separate Schulen, Verwaltungen und sonstige Institutionen voneinander getrennt und ihre Unterschiede betont. So entstanden zunehmend Animositäten und Ängste zwischen den beiden Volksgruppen, die zuvor ohne gewaltsame Konflikte zusammengelebt hatten. Diese Feindseligkeiten führten dazu, dass die britische Herrschaft sich legitimiert fühlte, als Ordnungsmacht weiter auf der Insel zu bleiben, an der sie eigene geostrategische Interessen hatte.
Die Zyperntürken waren der Enosis-Bewegung aufgrund der wachsenden Feindseligkeiten skeptisch gegenüber eingestellt. Sie befürchteten, nach einem Anschluss der Insel an Griechenland unterdrückt oder verfolgt zu werden. Sie befürworteten eine Fortdauer des Kolonialstatus oder den erneuten Anschluss der Insel an das Osmanische Reich.

### Die beiden Weltkriege und die Zeit dazwischen
Dieser Konflikt hatte anfänglich keine Auswirkungen auf das Zusammenleben der beiden Volksgruppen. Erst im Zuge der Ereignisse des Ersten Weltkrieges, der Balkankriege, des generellen Zerfalls des Osmanischen Reiches und des Griechisch-Türkischen Krieges 1923 wurden Fragen der Nationalität und Staatszugehörigkeit bei den Zyperngriechen verstärkt diskutiert. Durch die Gründung der Türkei im Jahre 1923 bekamen diese Themen auch auf Seiten der Zyperntürken mehr Bedeutung, und so wuchsen die Spannungen auf der Insel.

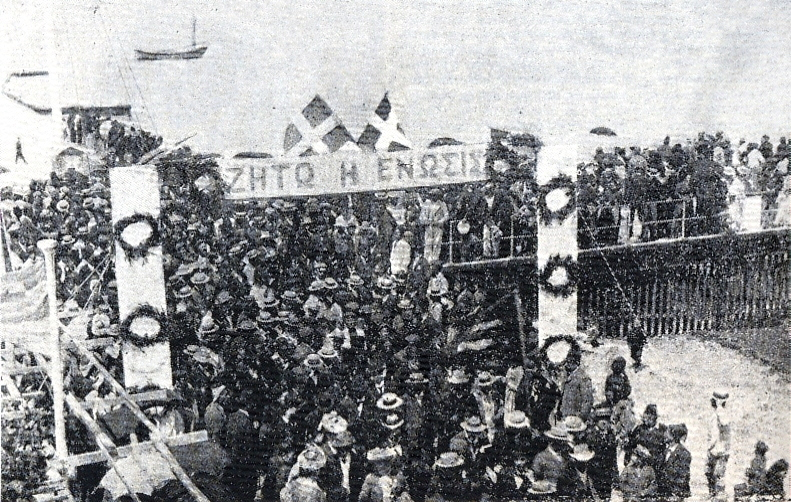
Eine Pro-Enosis Demonstration in den 1930er Jahren

Diese sozialen Spannungen entluden sich in einem Aufstand der Zyperngriechen gegen die britischen Kolonialherren, in dessen Verlauf 1931 das Haus des Gouverneurs in Flammen aufging. In der Folge wurden mehr als 2000 Zyperngriechen verhaftet, alle politischen Parteien verboten und die Pressezensur eingeführt. Propaganda für die Enosis wurde verboten.

### Nach dem Zweiten Weltkrieg
Nach dem Zweiten Weltkrieg wuchs der Ruf nach der Enosis, doch Großbritannien wollte die strategisch und geopolitisch wichtige Insel nicht aufgeben. 1954 begann Griechenland, sich auf Seiten der Zyperngriechen zu engagieren, und 1956 behauptete die Türkei, Zypern sei eine Fortsetzung des türkischen Festlandes. Damit nahm der Streit zwischen den Inselbewohnern internationale Ausmaße an. Entscheidend für die weitere Entwicklung war der Entschluss von Erzbischof Makarios III. und seines Vertrauten, General Grivas, mit Waffengewalt für die Enosis zu kämpfen.
Am 1. April 1955 erschütterte eine Serie von Bombenanschlägen die Hauptstadt Nikosia, was als Geburtsstunde der „Nationalen Organisation zypriotischer Kämpfer“ (EOKA) angesehen wird. Diese wollte die Enosis mit Waffengewalt erkämpfen. Die Briten bekamen trotz Hausdurchsuchungen, Ausgangssperren und Massenfestnahmen die Lage nicht unter Kontrolle. Daher rekrutierten sie aus Teilen der zyperntürkischen Bevölkerung eine „Anti-Terror-Einheit“. Gleichzeitig bildete sich mit Hilfe aus Ankara eine zyperntürkische bewaffnete Organisation, die versuchte, die Teilung Zyperns, türkisch Taksim, herbeizuführen. Am 7. Juni 1958 explodierte am türkischen Pressebüro in Nikosia eine Bombe. Dies war der Funken, der zum schleichenden Bürgerkrieg führte. Die britische Kolonialmacht unterstützte indirekt die Spannungen, indem etwa gezielt Polizisten und Sicherheitskräfte, die der jeweils anderen Ethnie angehörten, zu Schikanemaßnahmen angewiesen wurden. Man erhoffte sich, die Spannungen nutzen zu können, um die Kolonialherrschaft zu stärken, und die Unabhängigkeitsbestrebungen zu unterbinden. Gleichzeitig drohten Griechenland und die Türkei wegen des Zypernkonfliktes in einen Krieg zu geraten. Die USA versuchten zu schlichten, und auch Makarios erklärte nun, dass er nicht unbedingt an der Enosis festhalte.

### Zürcher und Londoner Abkommen
Daraufhin wurden die Zürcher und Londoner Abkommen geschlossen, die aus mehreren Verträgen, Abkommen und Deklarationen bestanden und festlegten, dass Zypern ein unabhängiger Staat werden sollte. Im Garantievertrag wurde vereinbart, dass alle vier Vertragspartner (Zypern, Griechenland, Türkei, Vereinigtes Königreich) dafür Sorge tragen müssen, dass es hinsichtlich Zypern von keiner Seite aus zu Angliederungs- oder Teilungsbestrebungen kommen darf und derartige Aktivitäten in einem dieser Länder von den jeweiligen Regierungen zu unterbinden sind. Bei Verletzung des Abkommens konnten die Garantiemächte Griechenland, Türkei und das Vereinigte Königreich notfalls auch im Alleingang Maßnahmen mit dem alleinigen Ziel ergreifen, die Bestimmungen der Zürcher und Londoner Abkommen auf der Insel wiederherzustellen. Einige Zyperngriechen (z. B. Nikos Sampson) gaben an, dass sie sich wieder einmal von der Kolonialmacht Großbritannien bevormundet fühlten, weil sie trotz der Unterzeichnung durch ihren Repräsentanten (Makarios) glaubten, sie hätten bei der Ausarbeitung der Verfassung kein Mitspracherecht gehabt. Das zyperngriechische Volk stand jedoch mehrheitlich hinter der Verfassung, was auch darin zum Ausdruck kam, dass der Unterzeichner des Abkommens (Makarios), zehn Monate nachdem er das Abkommen unterzeichnet hatte, zum Präsidenten gewählt wurde. Der zyperngriechische Extremist Nikos Sampson nannte als Vorwand für seine Enosis-Bestrebungen, dass dieses Abkommen die Trennung der Volksgruppen festige, da die Minderheit der Zyperntürken ein Vetorecht in allen politischen Angelegenheiten erhielt. Die Verfassung mit ihrer Vielzahl von ethnischen Klauseln erschwerte die Entwicklung eines einheitlichen Nationalgefühls der Insel zusätzlich.

### Gründung der Republik
Am 16. August 1960 waren schließlich die im Abkommen vorgesehenen Vorbereitungen abgeschlossen und Zypern wurde unabhängig. Dem Vereinigten Königreich blieben noch 253 km² souveränes Gebiet, auf dem ca. 16.000 Briten und Zyprer leben: 123 km² westlich von Limassol bei Episkopi sowie 130 km² östlich von Larnaka die Garnison Dhekelia.

## Entwicklung zwischen 1960 und 1974

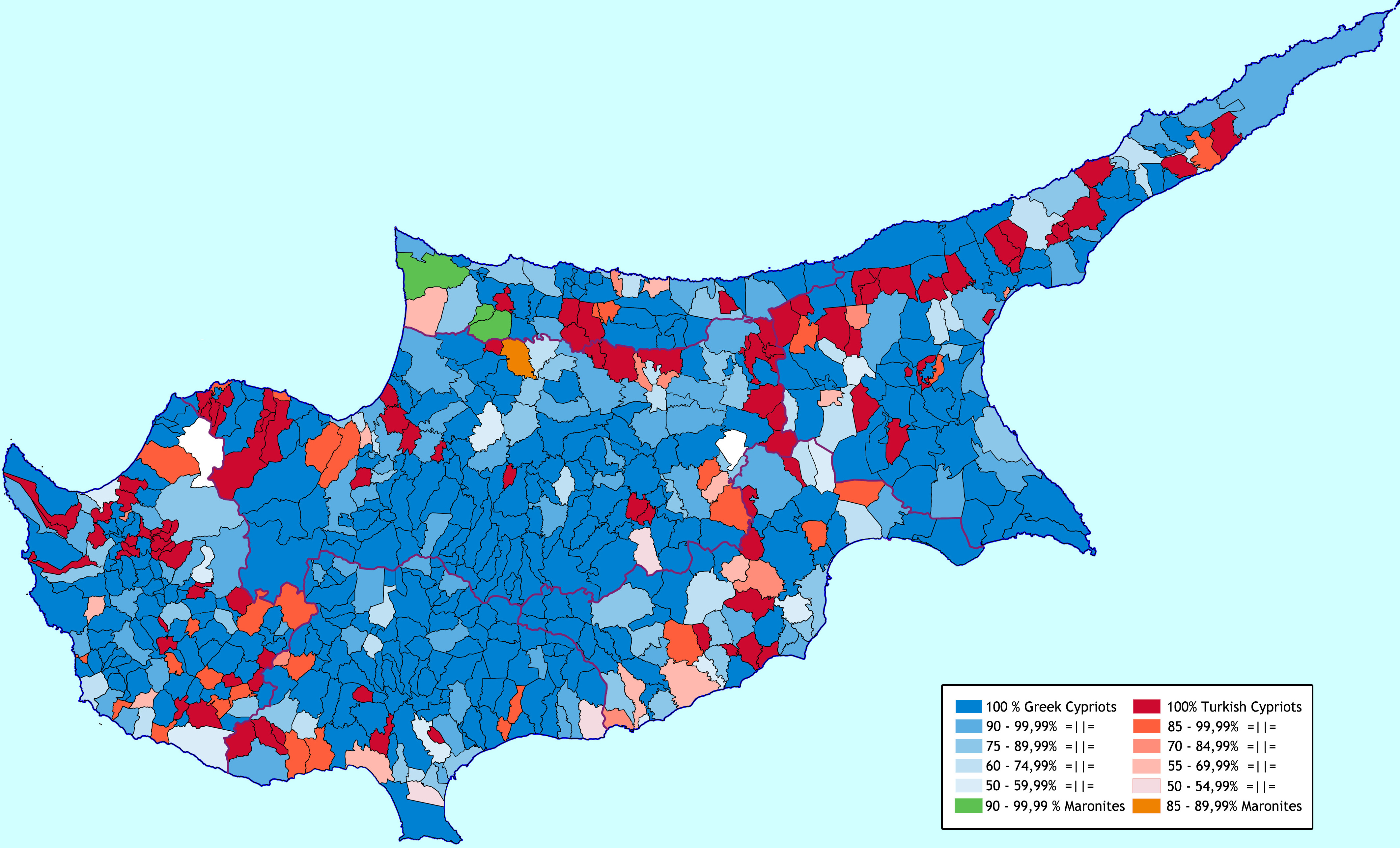
Die Verteilung der Bevölkerungsgruppen bei Gründung der Republik, 1960

### Der damalige Sachverhalt
Die Mehrheit der Zyperngriechen und ihre Führung (also auch die Bevölkerungsmehrheit) fand sich 1960 in einem Staat wieder, dessen Gründung nicht ihren politischen Zielen entsprochen hatte. Der Enosis-Gedanke war bei Konservativen durchaus populär, und die neue Verfassung gewährte den Zyperntürken Rechte, die von den Zyperngriechen als übertrieben und ungerechtfertigt wahrgenommen wurden.
Für die zyperntürkische Bevölkerung bedeutete die staatliche Unabhängigkeit ebenfalls Abstriche von ursprünglichen Forderungen, wenn auch in geringerem Maße als auf der zyperngriechische Seite. Einerseits konnten die Bestrebungen nach Teilung (Taksim) nicht umgesetzt werden, auf der anderen Seite wurden ihre politischen Rechte in der neuen Verfassung klar festgelegt, und die Garantieverträge gewährleisteten den Schutz durch das türkische Mutterland.

### Die Verfassung und ihre Folgen
Die Verfassung hatte eine starke ethnische Ausrichtung: Das Amt des Präsidenten war immer einem Zyperngriechen vorbehalten, das des Vizepräsidenten einem Zyperntürken. Beide verfügten über ein Vetorecht und wurden ausschließlich von ihrer jeweiligen Volksgruppe gewählt. Im Ministerrat gab es eine Ämterverteilung von 7:3, wobei den Zyperntürken ein „hartes“ Ministerium wie für Finanzen, Verteidigung oder das Außenministerium zustand. Auch der gesamte Beamtenapparat wurde in einem Verhältnis von 7:3 besetzt.
Die Umsetzung dieser Verfassung geriet zu einem politischen Kräftespiel. Auf zyperngriechischer Seite wurde die ihrer Meinung nach überproportionale Repräsentanz der Zyperntürken sowie das Vetorecht als unangemessen eingestuft, was zu einer Behinderung des Aufbaus zentraler staatlicher Organe führte. So kam es z. B. nicht zur Gründung einer Armee, da sich die politischen Führer beider Gruppen nicht einig werden konnten. Schließlich machte der Vizepräsident von seinem Vetorecht Gebrauch und verhinderte den Aufbau einer Truppe völlig. Ebenso führte die Struktur der Gemeindeverwaltung in den Städten zu Kontroversen: Während die Zyperntürken eine getrennte Verwaltung befürworteten, lehnten die Zyperngriechen dies ab. Die Administration litt unter zahlreichen gegenseitigen Vetos.

### Die Erben der EOKA
Im März 1959 hatte sich die EOKA aufgelöst, da die Mehrheit deren Mitglieder mit der Erfüllung der Unabhängigkeit der Insel ihre Forderung erfüllt sah. Eine Minderheit formierte sich jedoch mit neuen Zielen zur nun terroristischen EOKA-B und konnte aus einem großen Fundus an Waffendepots der alten Gruppe schöpfen. Sie terrorisierte anfangs linke Kräfte und bald auch die Anhänger der gemäßigten Mehrheit. Mit der Etablierung der griechischen Junta erhielt sie auch von dort Unterstützung an Waffen und Material. Erst Anfang 1974 (nach drei gescheiterten Attentaten auf den Präsidenten Makarios) wurden 200 Personen verhaftet, die in Zusammenhang mit der EOKA-B standen.
Die zyperntürkische Gemeinschaft reagierte Anfang 1962 mit dem Aufbau der bewaffneten Organisation Türk Mukavemet Teşkilatı (TMT).

### Blutige Weihnachten 1963 und ihre Folgen
Am 30. November 1963 unterbreitete Präsident Makarios III. ein 3-Punkte-Memorandum zur Verfassungsänderung, in dem unter anderem die Abschaffung des Vetorechts vorgeschlagen wurde. Die türkische Regierung wies diese Vorschläge zurück. In dieser politisch angespannten Lage verübten am 21. Dezember 1963 zyperngriechische Polizeikräfte ein Massaker an zyperntürkischen Zivilisten („blutige Weihnachten 1963“). Danach kam es zu gewaltsamen interkommunalen Kämpfen, bei denen insgesamt 1000 Zyperntürken und mindestens 200 Zyperngriechen starben. Später brüstete sich der Aktivist Nikos Sampson, 200 türkische Frauen und Kinder ermordet zu haben. Als Folge der Kämpfe und der Massaker flüchteten knapp 100.000 Zyperntürken, vorrangig nach Großbritannien, was dazu führte, dass heute dort mehr Zyperntürken leben als auf Zypern selbst. Auf zyperngriechischer Seite waren es 165.000, knapp 25 % der Bewohner von 1974. 1493 Zyperngriechen und 502 Zyperntürken gelten heute noch als vermisst.
Eine direkte militärische Konfrontation zwischen den NATO-Partnern Griechenland und Türkei war nicht mehr ausgeschlossen. Nach dem Waffenstillstand am 24. Dezember 1963 beschloss der UN-Sicherheitsrat die Aufstellung der United Nations Peacekeeping Force in Cyprus. Es kam zu einer weitgehenden Trennung der beiden Volksgruppen. Die Hauptstadt Nikosia wurde durch die Einrichtung einer zuerst von britischen, später von UN-Truppen überwachten neutralen Zone („Grüne Linie“) geteilt, Straßen wie die traditionelle Ledrastraße wurden gesperrt. Die zyperntürkischen Regierungs- und Verwaltungsmitglieder zogen sich aus den Institutionen der jungen Republik zurück. Damit war die „partnerschaftliche Regierung“ beendet.
Es setzte eine erhebliche Abwanderung der zyperntürkischen Bevölkerung in selbst gewählte Enklaven ein. Die Zyperntürken sahen und sehen diese Entwicklung als gewaltsame Vertreibung an, die Zyperngriechen bezeichnen es als freiwillige Maßnahme. Es entwickelte sich in den Enklaven eine zyperntürkische Verwaltung um den Vizepräsidenten Fazıl Küçük, und Forderungen nach einer vollständigen Trennung beider Bevölkerungsgruppen wurden laut.

### Der Konflikt bis zum Putsch und der türkischen Intervention im Sommer 1974

Ethnische Verhältnisse in Zypern 1973 nach Daten der CIA

Die Zyperngriechen verhängten ein Wirtschaftsembargo und kontrollierten die Zufahrtswege zu den türkischen Enklaven. Dieses wurde aber auf Drängen der UN wieder aufgehoben. Die Lebensverhältnisse in den Enklaven waren ärmlich, und die meisten Bewohner lebten unter dem Existenzminimum, obwohl sie durch türkische Hilfslieferungen versorgt wurden. Nach dem Militärputsch in Griechenland im April 1967 wich Präsident Makarios endgültig von seiner Enosis-Überzeugung ab und propagierte die weitere Unabhängigkeit Zyperns. Die Junta in Athen verstärkte daraufhin die Unterstützung bewaffneter Anti-Makarios-Gruppen. Makarios hatte mit einer neutralen Haltung, einem Engagement bei den blockfreien Staaten und offenen Sympathien für die Sowjetunion keinen Rückhalt mehr in der westlichen Welt, so dass die Extremisten sich in ihrer Haltung bestärkt fühlten. Im November 1967 provozierte Grivas als Oberbefehlshaber der Nationalgarde durch aggressives Vorgehen neuerlich Zusammenstöße zwischen Zyperntürken und Zyperngriechen.
Daraufhin wurde im Februar 1968 Präsident Makarios wiedergewählt. Im Juni 1968 wurden Verhandlungen unter anderem über politisches Mitspracherecht und Selbstverwaltung der Zyperntürken aufgenommen. Ein Abkommen zwischen den Volksgruppen führte zu einer Ruhephase im Konflikt bis 1974. Die Gespräche zwischen den Volksgruppen wurden von Rauf Denktaş auf der zyperntürkischen Seite und Glafkos Klerides auf der zyperngriechischen Seite geführt. Während dieser relativen Ruhe kehrte 1971 der einstige EOKA-Führer Grivas heimlich nach Zypern zurück, organisierte die EOKA (EOKA II oder EOKA-B) neu und begann einen Guerilla-Krieg gegen die Regierung Makarios.

## Der Putsch gegen Makarios 1974 und die türkische Invasion
Am 15. Juli 1974 putschten mit Unterstützung der griechischen Militärjunta in Athen, organisiert vom „starken Mann“ des Regimes, dem griechischen Offizier Dimitrios Ioannidis, Offiziere der Zyprischen Nationalgarde gegen die Regierung von Erzbischof Makarios III. und machten Nikos Sampson zum Präsidenten von Zypern. Ziel war der Anschluss (Enosis) an Griechenland unter eindeutiger Verletzung der Zürcher und Londoner Abkommen.
Nachdem Großbritannien ein gemeinsames Vorgehen der Garantiemächte abgelehnt hatte, intervenierte die Türkei am 20. Juli 1974 unter Berufung auf ihr Interventionsrecht als Garantiemacht in der Operation Atilla mit der Landung regulärer türkischer Truppen im Norden der Insel. Obwohl die griechische Militärjunta wegen eines drohenden Krieges mit der Türkei am 23. Juli 1974 stürzte und auch Sampson sein Amt niederlegte, entschied sich die Türkei am 14. August 1974 dazu, die Invasion auszuweiten. Durch paramilitärische Zyperngriechen wurden an dem Tag die Massaker von Maratha, Santalaris und Aloda (heute: Nordzypern) an Zyperntürken mit 126 Todesopfern verübt. Auch aus der bis dahin gemischt bewohnten Ortschaft Tochni (heute: Republik Zypern, zwischen Larnaka und Limassol gelegen) wurden 85 zyperntürkische Einwohner am Abend entführt und ermordet.

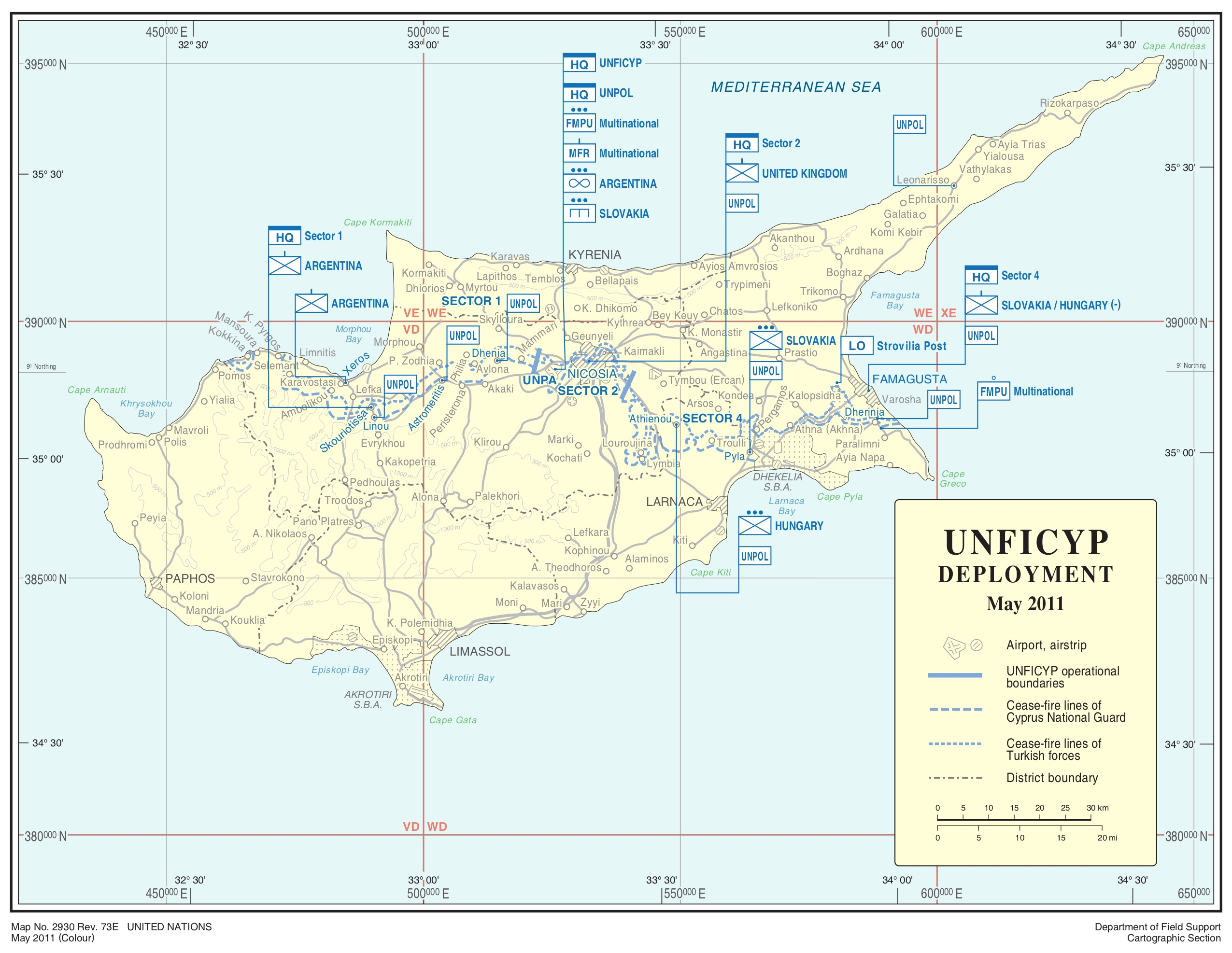
Die Pufferzone der Vereinten Nationen innerhalb der Mission UNFICYP

Durch die türkische Armee wurden 37 % der Gesamtfläche Zyperns besetzt – ein Gebiet, auf dem bis zum Jahre 1974 ca. 70 % des Bruttosozialproduktes erwirtschaftet worden waren. Im Ergebnis wurde die noch heute durch die UNFICYP und die unter britischer Hoheit stehende Souveräne Militärbasis Dekelia (Vereinigtes Königreich) kontrollierte „Grüne Linie“ etabliert – von der türkischen Seite als Atilla-Linie bezeichnet. Sie erstreckt sich von Erenköy/Kokkina in der Bucht von Morfou über das seit 1964 geteilte Nikosia bis nach Famagusta. Im Dezember 1974 erlangte die Republik Zypern mit ihrer alten Regierung ihre volle Souveränität zurück. Die Türkei jedoch weigerte sich, ihre Besatzungstruppen abzuziehen.
Völkerrechtlich wird spätestens der zweite Teil der Operation Atilla als unrechtmäßig angesehen, da er keine Rechtfertigung in Artikel IV des Garantievertrages von 1959 findet (the right to take action with the sole aim of re-establishing the state of affairs created by the present Treaty).
Im Mai 2014 wurde die Türkei durch den Europäischen Gerichtshof für Menschenrechte dazu verurteilt, Zypern 90 Millionen Euro Schmerzensgeld und Entschädigung für die Folgen der türkischen Militärintervention zu zahlen. Während der türkischen Invasion verschwanden etwa 1500 Zyperngriechen und 162.000 Menschen wurden zwangsweise umgesiedelt. Außerdem kam es in Folge zu Enteignungen von Zyperngriechen, die nach der Teilung im Norden der Insel geblieben waren. In den türkisch besetzten Gebieten wurden mehr als 550 griechisch-orthodoxe Kirchen geplündert, teilweise auch zerstört oder als Moscheen, Militärdepots und Viehställe verwendet.

## Verhandlungen und Entwicklungen zwischen 1974 und 1979

### Beginn von Verhandlungen
Die türkische Invasion von 1974 veränderte das Engagement der Vereinten Nationen im Konflikt: Mit seiner Resolution 353 forderte der UN-Sicherheitsrat alle Staaten auf, die Souveränität, Unabhängigkeit und territoriale Integrität Zyperns zu wahren. Ferner forderte er die Beendigung der ausländischen militärischen Intervention sowie den Abzug des ausländischen Militärpersonals.
Nach dem zweiten türkischen Angriff auf Zypern nach den gescheiterten Genfer Verhandlungen wurden in der Resolution 3212 der UN-Generalversammlung vom 1. November 1974 Verhandlungen gefordert, zu denen es im April 1975 erstmals kam.

### Erzielte Übereinkünfte zwischen den Konfliktparteien

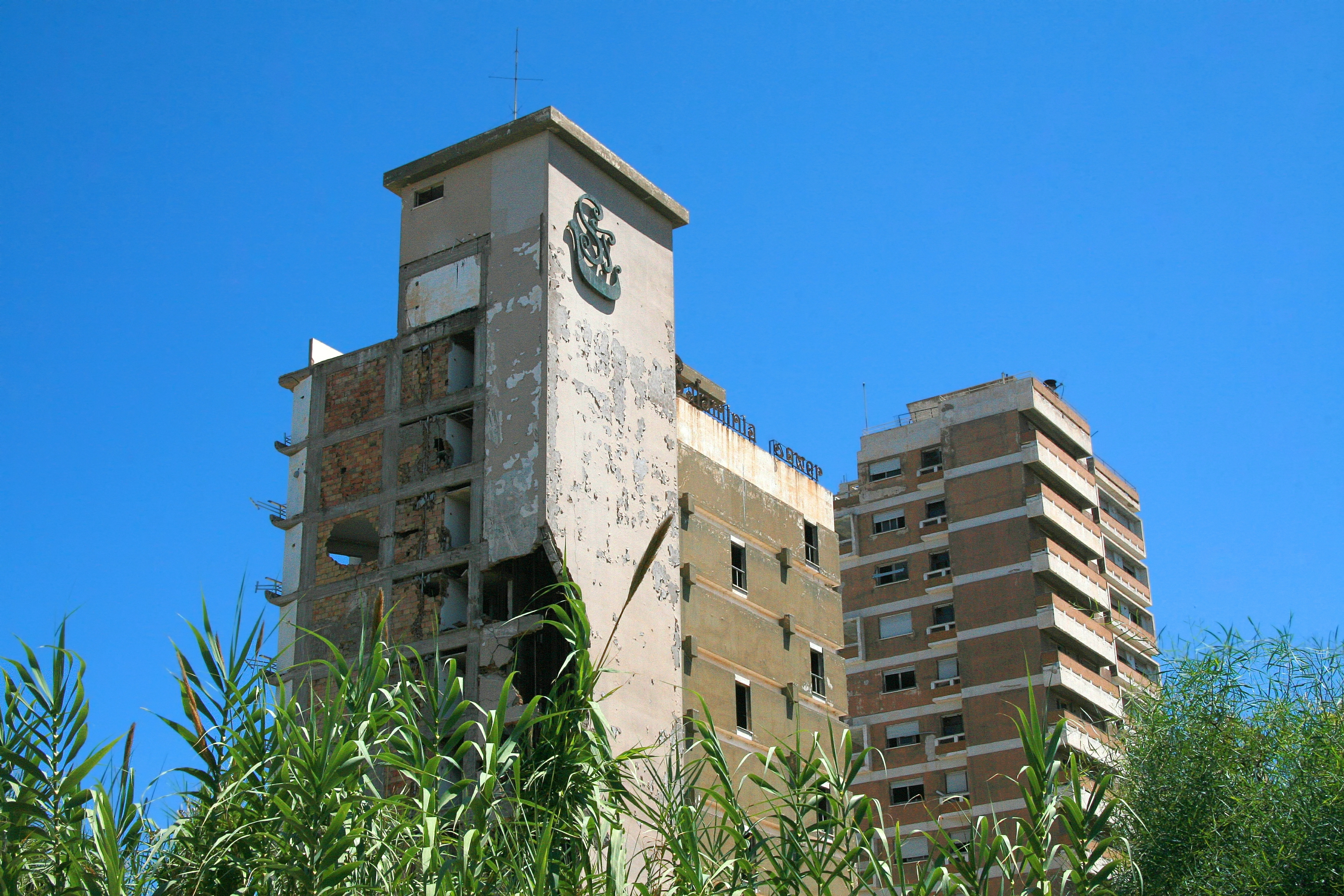
Verlassenes Hotel in Varosha

In den Gesprächen seit der Intervention konnten drei Übereinkünfte zwischen den Verhandlungsparteien erzielt werden. Die erste betraf den Bevölkerungsaustausch auf Zypern im Jahre 1975. Zusammen mit den zuvor erfolgten Vertreibungen und Fluchten kam es dadurch im Ergebnis dazu, dass 48.000 türkische Zyprer den Süden und 162.000 griechische Zyprer den Norden verließen. Den Verbliebenen wurde aber Hilfe angeboten, um ein einigermaßen geregeltes Leben führen und ihre Religion ausüben zu können. Mit dem Abschluss des Bevölkerungsaustausches wurde die nahezu vollständige Segregation in zwei territoriale Einheiten vollendet. Auf den 37 % der Inselfläche, die von der türkischen Armee kontrolliert wurden, wurde im selben Jahr der „Türkische Föderativstaat von Zypern“ ausgerufen, der Teilstaat eines aus zwei Zonen bestehenden zyprischen Bundesstaates sein sollte. Eine solche Lösung wurde jedoch sowohl von der griechisch-zyprischen Seite als auch von der internationalen Staatengemeinschaft abgelehnt.
Am 12. Februar 1977 unterzeichneten Erzbischof Makarios und Rauf Denktaş ein Abkommen über die Grundlagen für die weiteren Verhandlungen. Beide Seiten stimmten darin überein, eine unabhängige, bündnisfreie, bikommunale föderative Republik zu gründen. Die Festlegung des jeweiligen Territoriums sollte nach den Prinzipien des wirtschaftlichen Nutzungspotenzials, der Produktivität und des Landbesitzes erfolgen. Auf andere Fragen wurde nicht eingegangen.
Am 19. März 1979 schlossen Spyros Kyprianou, der Nachfolger des verstorbenen Makarios III., und Denktaş eine 10-Punkte-Vereinbarung ab. In dem Abkommen stimmen beide Seiten darin überein, dass das bereits bestehende Abkommen von 1977 sowie die Beschlüsse der Vereinten Nationen die Grundlage für die weiteren Verhandlungen bilden sollten. Die Menschenrechte und Grundfreiheiten aller Bürger sollten respektiert werden. Die Gespräche sollten alle Verfassungs- und Territorialaspekte umfassen und eine Entmilitarisierung der Insel ermöglichen. Ferner wurde die Wiederbesiedlung der Geisterstadt Varosha explizit als ein Verhandlungsgegenstand genannt. Beide Seiten stimmten darin überein, dass die Unabhängigkeit, Souveränität, territoriale Integrität und Bündnisfreiheit der Republik gegen einen möglichen Anschluss der Insel oder eines Teils der Insel an ein anderes Land sowie gegen jegliche Form von Teilung oder Spaltung sicherzustellen sind.

## Die Verhandlungen und Entwicklungen zwischen 1980 und 1997

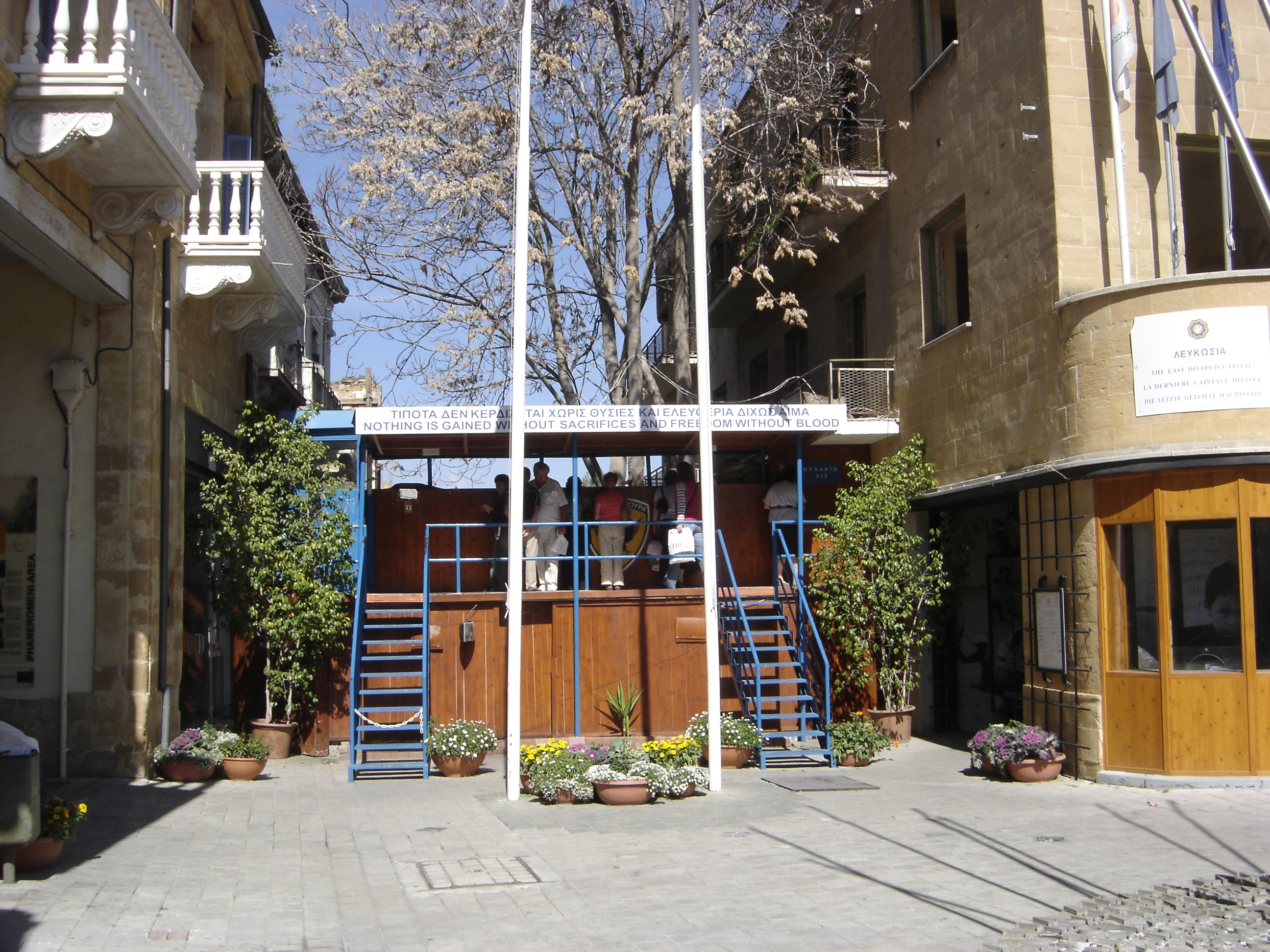
Die geteilte Einkaufsmeile Ledrastraße, 2006

### Die Resolution 37/253
Am 13. Mai 1983 verabschiedete die Generalversammlung der Vereinten Nationen die Resolution 37/253, welche auf die Initiative des 1983 wiedergewählten griechisch-zyprischen Präsidenten Kyprianou erfolgte. Die Resolution war aus griechisch-zyprischer Sicht ein erneuter Sieg auf internationaler Ebene, während sie auf türkisch-zyprischer Seite als „Hinrichtungsbefehl“ bezeichnet wurde. Sie forderte den unverzüglichen Abzug aller Besatzungstruppen, begrüßte den griechisch-zyprischen Vorschlag einer völligen Entmilitarisierung und befand, dass die De-facto-Situation, welche durch Waffenanwendung geschaffen wurde, auf keinen Fall die Lösung des Zypernproblems beeinflussen dürfe. Die Inseltürken reagierten darauf am 15. November 1983 mit der Unabhängigkeitserklärung der Türkischen Republik Nordzypern. Drei Tage später erklärte der Sicherheitsrat in der Resolution 541 die Unabhängigkeitserklärung für rechtlich ungültig.
Das Gebiet der Türkischen Republik Nordzypern umfasst ca. 3400 km², etwa 37 Prozent der Inselfläche und zählt Schätzungen zufolge ungefähr 290.000 endemische türkisch-zyprische Einwohner und türkische Siedler (Stand 2006). Zusätzlich befindet sich weiterhin eine noch etwa 30.000 Mann starke Truppe der türkischen Armee auf nordzyprischem Gebiet. Die Türkische Republik Nordzypern wird bis heute nur von der Türkei anerkannt. Allerdings wurde sie 1992 vom Zentralasien-Gipfel der Türkischen Republiken (OATCT) als Beobachter aufgenommen. Des Weiteren hat sie bei der Organisation der Islamischen Konferenz den Status eines ständigen Beobachters.

### Die New-York-Verhandlungen
Im September 1984 begannen die Verhandlungen in New York. Am Ende der dritten Verhandlungsrunde, am 27. November 1984, unterbreitete der Generalsekretär einen Vorschlag zur Etablierung einer unabhängigen, blockfreien, föderalen, bizonalen Republik, in der beide Volksgemeinschaften gleichen politischen Status innehaben sollten. Der Vorschlag sah ferner vor, dass die türkisch-zyprische Gemeinschaft circa 25 Prozent des seit 1974 kontrollierten Territoriums an die griechisch-zyprische Gemeinschaft abgeben sollte. Ein Teilabzug türkischer Truppen war ebenso vorgesehen wie die Gewährleistung internationaler Garantien. Dieser Vorschlag wurde vom türkisch-zyprischen Verhandlungsführer Denktaş unter der Bedingung akzeptiert, dass die griechisch-zyprische Seite das Paket in seiner Ganzheit akzeptieren würde. Ein umfassender Durchbruch in der Zypernfrage schien möglich.
Als im Januar 1985 die Unterzeichnung in New York stattfinden sollte, zögerte Kyprianu, da zwar ein Teilabzug, aber kein vollständiger Abzug der türkischen Truppen vorgesehen war. Er plädierte für Neuverhandlungen. Kyprianus Zögern fand keine ungeteilte Zustimmung bei den Zyperngriechen, er wurde stark von der Opposition kritisiert. Auch Außenminister Rolandis war damit nicht einverstanden und trat wenige Wochen später zurück. Die Inseltürken werteten die Ablehnung Kyprianous als eine Zurückweisung der Lösungsformel des bizonalen, föderalen Staates.
Ein neu überarbeiteter Vorschlag von UN-Generalsekretär Javier Pérez de Cuéllar im April 1985 wurde jedoch von Denktaş abgelehnt, da die türkisch-zyprische Seite nicht an der Erarbeitung beteiligt war. Mit der Wahl von Georges Vassiliou zum Präsidenten der Republik Zypern 1988 kam erneut Bewegung in die Verhandlungen. Am 30. Januar 1989 wurden die Rahmenbedingungen zur Gründung einer föderativen Republik und Lösung des Zypernproblems von der UN unterbreitet. Einige Gesprächsrunden zwischen Vassiliou und Denktaş fanden ohne Beteiligung der Vereinten Nationen statt und brachten keine konkreten Ergebnisse, da man sich nicht über den Status der Souveränität der beiden Teilstaaten einigen konnte.

### Dasset of ideas
Das set of ideas („Ideensammlung“), ausgearbeitet von UN-Generalsekretär Javier Pérez de Cuéllar, war der bislang umfassendste und detaillierteste Vorschlag zur Beilegung des Zypernkonflikts. Es sah ein Abrücken beider Parteien von ihren bislang vertretenen Positionen vor und benannte die Garantie der drei Grundfreiheiten, rückte aber von der griechisch-zyprischen Forderung ab, dass alle Flüchtlinge ein Rückkehrrecht haben sollten. Der Garantievertrag von 1960 wurde bestätigt, so dass sowohl die Türkei als auch Griechenland militärisch auf der Insel präsent sein würden. Beide sollten aber in gleicher Stärke auf der Insel stationiert sein. Vassiliou stimmte dem set of ideas zu. Dennoch scheiterte die Verhandlung an Denktaş, der unter anderem den geplanten Grenzverlauf ablehnte.

### Weitere Maßnahmen der Vereinten Nationen
Nach dem Scheitern des „set of ideas“ setzten die Vereinten Nationen auf die Etablierung vertrauensbildender Maßnahmen in Zypern. Diese sahen eine einschneidende Reduzierung der türkischen militärischen Einheiten vor, eine Reduzierung der griechisch-zyprischen Rüstungsausgaben, bikommunale Kontakte auf Expertenebene, Kooperation in Fragen der für beide Seiten problematischen Wasserversorgung und der Wiedereröffnung des seit der Intervention geschlossenen Internationalen Flughafens Nikosia und die Rückgabe der unbewohnten Stadt Varosha. Nach einer anfänglich hoffnungsvollen Entwicklung der Verhandlungen scheiterten die Vorschläge erneut. Auf griechisch-zyprischer Seite wurde befürchtet, dass die vertrauensbildenden Maßnahmen einer faktischen Anerkennung des Nordens gleichkommen würde. Schließlich brach der neu gewählte Präsident Glafkos Klerides die Gespräche mit der Begründung ab, dass die Vereinten Nationen im Rahmen der Verhandlungen mit der türkisch-zyprischen Seite einseitige Vereinbarungen getroffen hätten.
Der Antrag der Republik Zypern zum Beitritt zur Europäischen Union im Jahre 1990 führte ein neues kontroverses Thema in den Zypernkonflikt ein. Die türkisch-zyprische Führung wie auch die türkische Regierung protestierten scharf gegen den Antrag, da nach ihrem Verständnis die Regierung der Republik keinen Alleinvertretungsanspruch für ganz Zypern innehabe. Auch sind sie der Ansicht, dass die Mitgliedschaft in der EU laut dem Zürcher und Londoner Abkommen einen Vertragsbruch darstellt. Während auf griechisch-zyprischer Seite die EU-Mitgliedschaft als ein Katalysator für die Lösung der Zypernfrage dargestellt wurde, lehnte dies Denktaş rigoros ab und machte seine Zustimmung von der EU-Mitgliedschaft der Türkei und der vorherigen Lösung des Konfliktes abhängig.
Im Juli 1997 trafen sich Klerides und Denktaş in New York. Die Gespräche waren ergebnislos, gingen jedoch mit dem Ausblick zu Ende, in der nächsten Runde humanitäre Fragen zu erörtern. Im August 1997 kam es zur letzten Verhandlungsrunde in der Schweiz, die wiederum ergebnislos war: Die EU hatte zwischenzeitlich entschieden, die Republik Zypern in die Erweiterungsgespräche mit einzubeziehen.

## Die Bestrebungen zur Wiedervereinigung und der Beitritt in die EU

### Vier Teile mit unterschiedlichem völkerrechtlichem Status
Von einer möglichen Wiedervereinigung Zyperns sind vier Teile mit unterschiedlichem politischen Status betroffen:
1. Der die Gesamtinsel völkerrechtlich nach außen vertretende griechisch-zyprisch dominierte Südteil (besiedelt vornehmlich von Zyperngriechen und einer Minderheit von Zyperntürken)
2. Der derzeit türkische Nordteil (besiedelt von Zyperntürken und angesiedelten Festlands-Türken in etwa gleicher Zahl, 35.000 türkischen Soldaten sowie von zyperngriechischen und maronitischen Minderheiten, die insgesamt nur wenige hundert zumeist ältere Personen sind) als stabilisiertes De-facto-Regime.
3. Die souveränen Militärbasen des Vereinigten Königreiches (SBA) (4 % des Gesamtterritoriums).
4. Die Pufferzone (grüne Linie) der Truppen der Vereinten Nationen (3 % des Gesamtterritoriums).

Für den Fall einer Wiedervereinigung haben die SBA und die Verwaltung der UN-Zone bereits angekündigt, einen Teil des Territoriums abzugeben. Gleichzeitig mit einem Abzug der türkischen Streitkräfte im Norden wird jedoch eine Verdreifachung der Anzahl der UN-Soldaten erwartet. Nach aktuellem Stand werden jedoch vorläufig keine Territorien abgegeben, da der UN-Plan in seiner Form per Referendum im Süden abgelehnt worden ist. Außerdem sind seitens der Konfliktparteien Maßnahmen ergriffen worden, um dadurch erstmals den freien Personenverkehr zu ermöglichen. Auf diesem Weg soll das wirtschaftlich-friedliche Zusammenwachsen gefördert werden.

### Beitritt Zyperns zur Europäischen Union
Auf dem EU-Gipfeltreffen am 13. Dezember 2002 in Kopenhagen im Zuge der EU-Osterweiterung zum 1. Mai 2004 wurde auch die Aufnahme der Republik Zypern zusammen mit acht ostmitteleuropäischen Staaten und Malta in die Europäische Union beschlossen. Das Parlament der Republik Zypern ratifizierte den EU-Beitrittsvertrag am 28. Juli 2003.
Hauptproblem bei den Verhandlungen war nicht nur die territoriale und strategische Lage der Insel (mit dem hohen Anteil türkischer Soldaten an der Bevölkerung des Nordteils), sondern auch die Frage, was mit den angesiedelten anatolischen Familien geschehen soll, die zur Erhöhung der Bevölkerungszahl des Nordens angeworben worden waren. Beide Parteien hatten dem UN-Generalsekretär eine letzte Vollmacht für „unlösbare“ Fragen bei der Wiedervereinigung erteilt.

### Der UNO-Plan zur Wiedervereinigung Zyperns

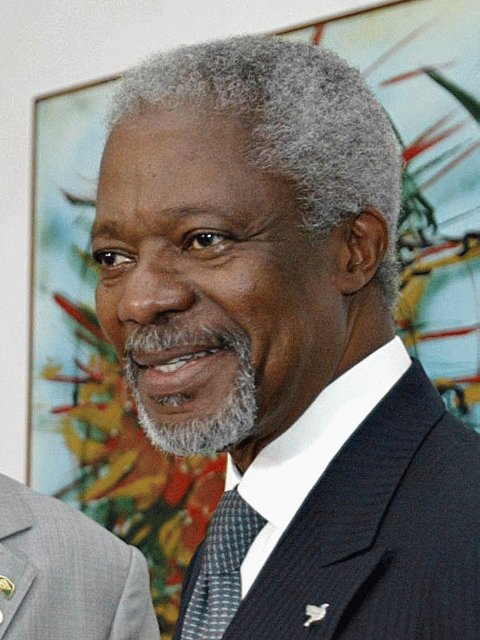
Kofi Annan

Vorgeschlagen war eine Föderation, die sich aus zwei Teilstaaten zusammensetzt. Der türkisch-zyprische im Norden soll 28,5 Prozent, der griechisch-zyprische im Süden 71,5 Prozent der Fläche umfassen. Bezüglich der abzutretenden Gebiete hatte Kofi Annan zwei alternative Landkarten vorgelegt. Die Teilstaaten sollten sehr weit gehende Rechte haben, die Zentralregierung war entsprechend schwach konzipiert (vor allem Vertretung nach außen).
Jeder Teil sollte sein eigenes Parlament erhalten. Auf gesamtstaatlicher Ebene waren ein Unter- und ein Oberhaus vorgesehen. Trotz des höheren Anteils an der Gesamtbevölkerung (ohne die türkischen Siedler) sollten die griechischen Zyprer im Unterhaus nur zwei Drittel der Abgeordneten stellen, die türkischen Zyprer ein Drittel. Der Senat sollte jeweils zur Hälfte aus Vertretern beider Volksgruppen bestehen. Dem Gesamtstaat sollte ein sechsköpfiges Präsidium (vier Griechen und zwei Türken) mit rotierendem Vorsitz vorstehen. Im Zweifelsfalle sollte ein Höchstgericht entscheiden, dem neben Vertretern beider Volksgruppen auch ein Bürger eines neutralen Drittstaates angehören sollte.
Weiter war eine Entmilitarisierung vorgesehen: Die Zahl der türkischen Soldaten sollte von 35.000 auf 6000 verringert werden, die Griechen sollten ebenfalls bis zu 6000 Soldaten stationieren können. Beide Staaten sowie die ehemalige Kolonialmacht Großbritannien sollten wie bisher Garantiemächte bleiben.

### Abschlussverhandlungen und Referendum
Die abschließenden Verhandlungen Ende März 2004 in der Schweiz wurden ohne die angestrebte einvernehmliche Lösung beendet.
Wenngleich die Wirtschaftsdaten und das Staatssystem des Südens die Aufnahmekriterien der EU erfüllt hatten, sollte im Fall einer Einigung die ganze Insel in die Europäische Union im Rahmen der EU-Osterweiterung am 1. Mai 2004 aufgenommen werden. Unter Leitung der Vereinten Nationen und Kofi Annans wurde der Lösungsplan immer wieder überarbeitet. Er sah eine lockere Föderation beider Teile vor, jedoch mit Einschränkungen.
Der Plan scheiterte bei einer Volksabstimmung am 24. April 2004. Auf griechischer Seite waren 480.000 Wähler stimmberechtigt, auf türkischer etwa 150.000. Während die Bevölkerung der Türkischen Republik Nordzypern mit knapp zwei Dritteln der Stimmen für den Plan stimmte, lehnte die Bevölkerung der Republik Zypern den Plan mit großer Mehrheit ab, lediglich ein Viertel stimmte dafür. Um den Plan verwirklichen zu können, wäre aber eine Mehrheit auf beiden Inselteilen nötig gewesen. Mit dem Scheitern der Abstimmung findet nur im griechischen Teil Zyperns EU-Recht Anwendung.
Hauptkritikpunkte der Zyperngriechen am Annan-Plan waren die verbleibende Stationierung türkischer Soldaten auf künftigem Gebiet der Europäischen Union, die Aufrechterhaltung des Status der Garantiemächte, die mangelnde Freizügigkeit innerhalb des Gesamtstaatsgebietes, Vermögensfragen, die relativ hohe Repräsentation der Zyperntürken (zumindest gemessen an deren Bevölkerungsanteil von 18 %), die geringen Befugnisse der Zentralregierung, die Zusammensetzung des Höchstgerichts (mit einem Ausländer als „Zünglein an der Waage“).
|                                          | Absolute Zahlen | Absolute Zahlen | Relative Zahlen | Relative Zahlen | Wahlbeteiligung |
| Ja                                       | Nein            | Ja              | Nein            |                 | Wahlbeteiligung |
| ---------------------------------------- | --------------- | --------------- | --------------- | --------------- | --------------- |
| Türkische Republik Nordzypern (türkisch) | 77.646          | 41.973          | 64,90 %         | 35,09 %         | 87 %            |
| Republik Zypern (griechisch)             | 99.976          | 313.704         | 24,17 %         | 75,83 %         | 88 %            |
| Summen                                   | 177.622         | 355.677         | 33,31 %         | 66,69 %         |                 |

## Nach dem Referendum

### Erfolglose Verhandlungen ab 2008
Das Scheitern des Annan-Plans hatte keine Auswirkungen auf den geplanten EU-Beitritt der Republik Zypern, die zum 1. Mai 2004 mit ihrem völkerrechtlich anerkannten Territorium beitrat. Da sie ihr Hoheitsrecht nicht auf dem Gebiet der TRNZ ausüben kann, gilt der Acquis communautaire (gemeinschaftlicher Besitzstand der EU) bis auf Weiteres nur für das defacto-Territorium der Republik; die Regelungen für das türkisch besetzte Gebiet sind laut Beitrittsprotokoll Nr. 10 ausgesetzt.
Der Präsident der Republik Zypern, Tassos Papadopoulos, unternahm keine weiteren Initiativen zur Wiedervereinigung. Dies wurde vom Wahlvolk abgestraft, so dass dieser 2008 gegen Dimitris Christofias, den Kandidaten der reformkommunistischen AKEL, verlor. Dieser trat im Wahlkampf deutlich für eine Annäherung an den Norden ein und bereits wenige Tage nach seiner Amtsübernahme kam es zu ersten Gesprächen mit dem Präsidenten Nordzyperns, Mehmet Ali Talat, bei denen die Wiederaufnahme von Verhandlungen zur Überwindung der Teilung vereinbart wurde. Gleichzeitig wurde bekanntgegeben, dass die Barrikade auf der Ledrastraße in der Altstadt Nikosias beseitigt und dort ein neuer Übergang geschaffen werden soll. Die Eröffnung des Übergangs erfolgte am 3. April 2008.
Die Verhandlungen wurden im Januar 2010 in mehreren Gesprächsrunden intensiviert, ohne letztlich erfolgreich zu sein. Die größte Meinungsverschiedenheit besteht bezüglich der Staatsform: Die Republik Zypern wünscht sich einen stärkeren Bundesstaat, während sich die türkischen Zyprer einen Bund von zwei fast unabhängigen Staaten wünschen. Bereits nach 1960 litt die Republik Zypern unter dem Vetorecht der beiden Volksgemeinschaften.
Kritische Friedensforscher forderten mittlerweile eine stärkere Einbindung der Zivilgesellschaft in den Friedensprozess. Sie argumentieren, dass die politischen Eliten beider Gruppierungen ihre Legitimität auf den Konflikt stützen sowie internationale Ressourcen zu ihrem Vorteil nutzen.

### Wiederaufnahme von Gesprächen 2014

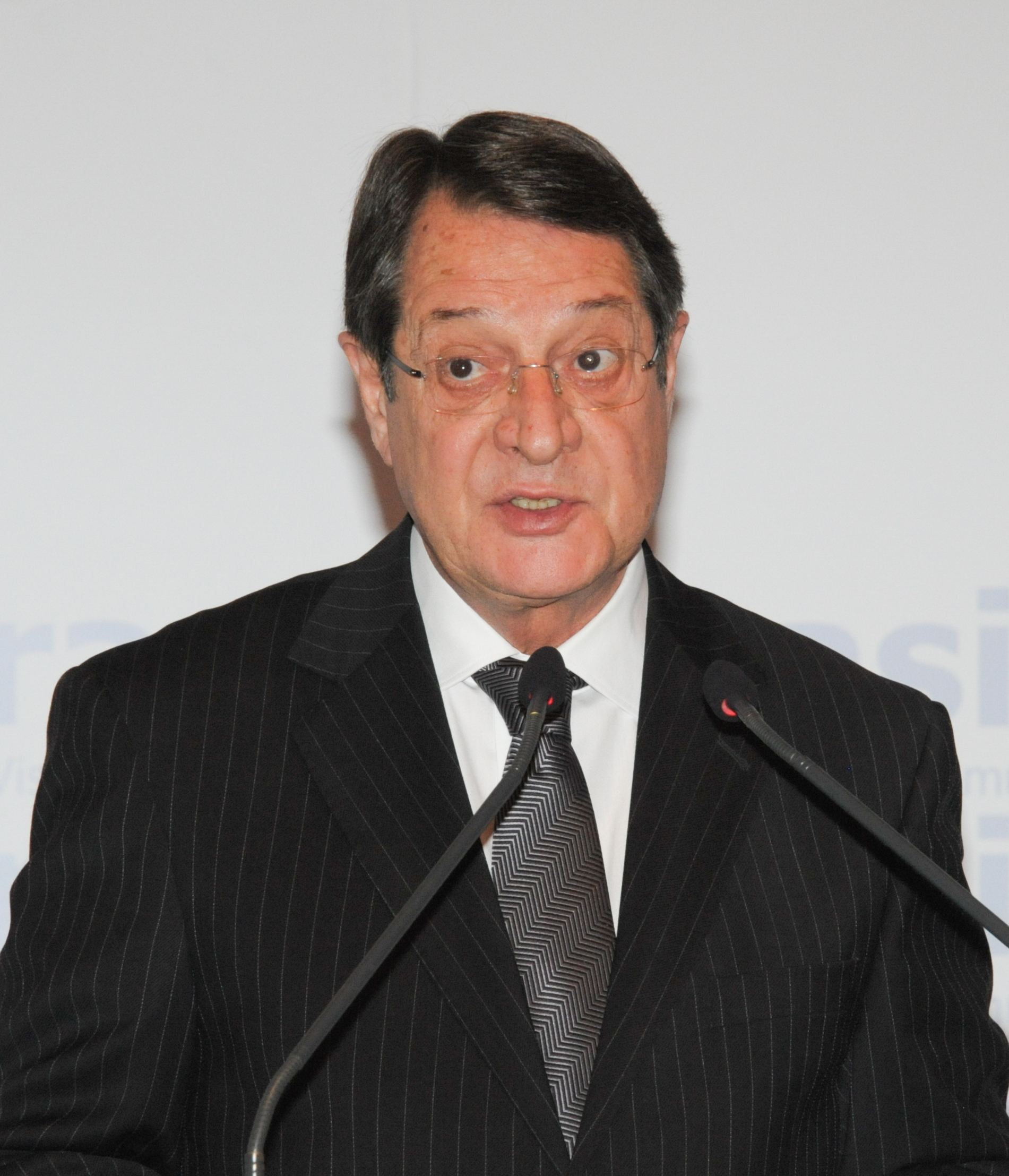
Nikos Anastasiadis

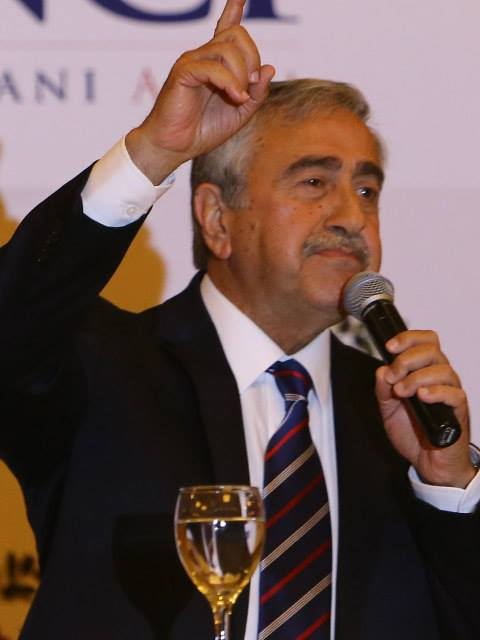
Mustafa Akıncı

Anfang 2014 begannen erneute Gespräche über eine Wiedervereinigung. Am 11. Februar 2014 stellten der griechisch-zyprische Präsident Nikos Anastasiadis und sein türkisch-zyprischer Amtskollege Derviş Eroğlu in einer gemeinsamen Erklärung die Umrisse einer Verfassung vor, wonach beide Teilgebiete eine weitgehende innere Autonomie erhalten sollen. Nach Abschluss der Gespräche sollen beide Volksgruppen in getrennten Referenden um die Zustimmung gefragt werden. Sowohl die EU als auch die Türkei begrüßten die Erklärung. Nach Ansicht des Außenministers des Nordens, Özdil Nami, seien die Vorzeichen günstig: die Eurokrise, die sowohl Griechenland als auch Zypern stark getroffen habe, aber auch die potentielle Ausbeutung der vor der Küste der Insel entdeckten Erdgasvorkommen lassen die Vorteile einer Wiedervereinigung in den Vordergrund rücken. Im März 2014 teilte Nami mit, man habe in Fragen der Machtteilung zwischen den beiden Bevölkerungsgruppen sowie bei Fragen der Wirtschaft und der EU-Angelegenheiten bereits weitgehende Übereinstimmung erzielt. Er zeigte sich zuversichtlich, dass die Verhandlungen bis zum Jahre 2015 abgeschlossen werden können. Von August 2014 bis August 2017 war Espen Barth Eide, früherer Außenminister Norwegens, Sonderbeauftragter des UN-Generalsekretärs für den Zypernkonflikt.

### Gaskonflikt
Nachdem die Regierung der Republik einem italienisch-koreanischen Energiekonsortium gestattet hatte, vor der Südküste Zyperns nach Gasvorkommen zu suchen, entsandte diese das Forschungsschiff Saipem 10000. Darauf reagierte die türkische Regierung mit der Entsendung des eigenen Forschungsschiffes Barbaros Hayrettin Paşa, das von der Fregatte TCG Göksu geschützt wird. Wegen der Militärpräsenz brach Anastasiadis die Verhandlungen ab und Zypern kündigte an, die türkischen EU-Beitrittsbemühungen zu blockieren.

### Präsidentschaftswahl in der Türkischen Republik Nordzypern April 2015
Im März 2015 verließ das türkische Forschungsschiff Barbaros Hayrettin Paşa die ausschließliche Wirtschaftszone der Republik Zypern und das Außenministerium der Türkischen Republik Nordzypern kündigte an, die Friedensgespräche auf Zypern fortsetzen zu wollen. Da in der Türkischen Republik Nordzypern Präsidentschaftswahlen anstanden, beschloss man die Gespräche nach den Wahlen zu beginnen. Der liberale Mustafa Akıncı gewann die Wahlen und telefonierte am selben Abend mit dem griechisch-zyprischen Volksgruppenführer Nikos Anastasiadis und man beschloss, bereits im Mai die Gespräche zu beginnen. Die beiden Volksgruppenführer kamen am 11. Mai 2015 bei einem Essen in der Green-Line zusammen. Bereits bei der ersten Verhandlungsrunde am 15. Mai 2015 beschloss man, Visen für beide Teile der Insel aufzuheben. Bei einer weiteren Zusammenkunft besichtigten die beiden Volksgruppenführer den südlichen und nördlichen Teil der Inselhauptstadt Nikosia. Sie tranken zusammen Kaffee und den zyprischen Schnaps Zivania als Zeichen des Friedens. Mustafa Akıncı erklärte, dass ab dem 29. Juni 2015 die wahren Friedensverhandlungen beginnen werden.
Im Juli 2015 berichtete die Tageszeitung Sabah, es könne, wenn die im Mai 2015 wiederaufgenommenen Gespräche in der derzeitigen Form weiterlaufen, binnen Monaten zu einer Lösung kommen, in der erst ein türkischer und ein griechischer Staat mit jeweils eigenem Staatsangehörigkeitssystem gegründet werden und diese könnten sich dann anschließend zu einer Föderation zusammenschließen. Es solle auf zwei Ebenen Parlamente geben und Niederlassungsfreiheit für alle Zyprer in allen Landesteilen geben. Mustafa Akıncı hat zudem in einem historischen Schritt als erster türkisch-zyprischer Politiker das Leid der griechischen Einwohner Nordzyperns anerkannt, die infolge der Invasion getötet oder vertrieben wurden und ihr Hab und Gut verloren. So wie die türkischen Zyprer in den fünfziger und sechziger Jahren enormes Leid erfahren hätten, so sei der 20. Juli 1974 eine Tragödie für die griechischen Einwohner Zyperns gewesen, erklärte Akıncı am Vorabend des Jahrestags. Im Rahmen einer Zeremonie für die 1974 gefallenen Soldaten erklärte der Präsident des griechischen Teils Zyperns Nikos Anastasiades: „Wir müssen darauf hinarbeiten, die Wunden zu heilen.“
Im Dezember 2015 erklärte der Ministerpräsident der Türkei Ahmet Davutoğlu in Brüssel: „In den nächsten Monaten könne man eine Lösung finden“. Der türkische Außenminister Mevlüt Çavuşoğlu lobte bei einem Besuch in der Türkischen Republik Nordzypern „die sehr konstruktive Haltung“ von Anastasiades, den er nach Ankara einladen möchte.
Dass die Außenminister von drei ständigen Mitgliedern des UN-Sicherheitsrates Zypern besuchen, ist ein Indiz für den Fortschritt bei den Einigungsbemühungen, denn der Sicherheitsrat muss einer Zypernlösung zustimmen – sofern die beiden Volksgruppen in getrennten Volksabstimmungen die Vereinigung akzeptieren.

### Parlamentswahl in der Republik Zypern Mai 2016

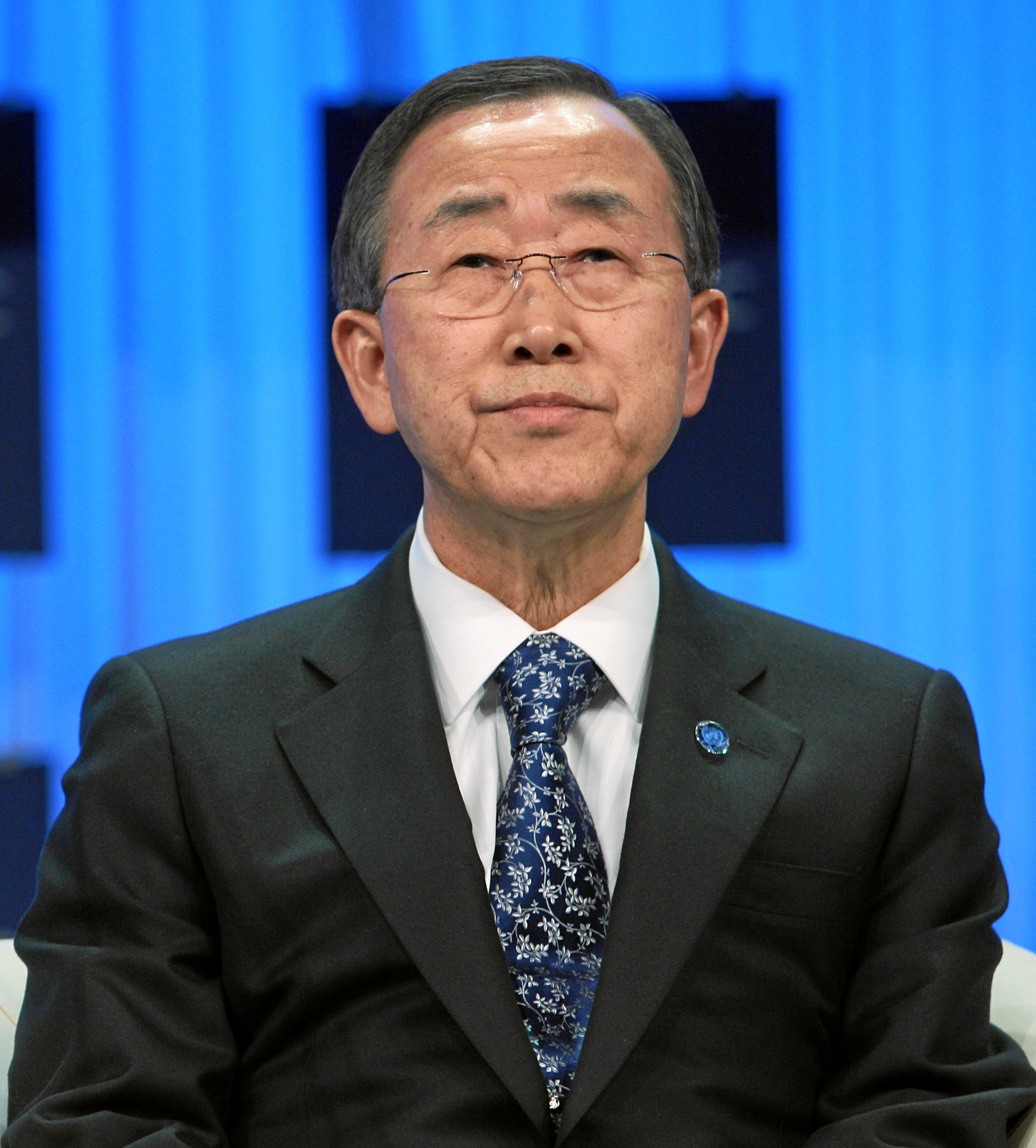
Ban Ki-Moon

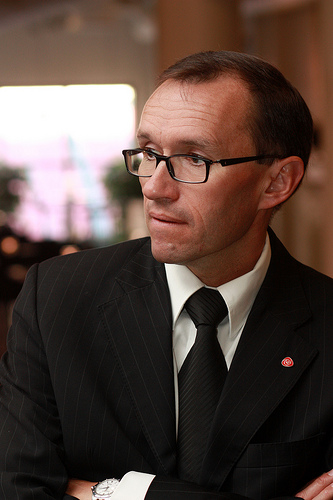
Espen Barth Eide

Während der Termin der Wahlen im Süden am 22. Mai 2016 immer näher rückte, waren Antworten auf die Fragen der Situation der türkischen Siedler, der Institutionen eines geeinten Zyperns, der Garantiemächte sowie die Kompensation der Enteignungen weiterhin noch offen. Der griechisch-zyprische Präsident forderte, Türkisch – das auch in der Republik Zypern selbst Amtssprache ist – als Amtssprache der Europäischen Union einzuführen.
Das Ergebnis der Wahlen im Mai 2016 schließlich konnte bezüglich der Initiative zur Wiedervereinigung für den Präsidenten der Republik Zypern als positives Signal aufgefasst werden, auch wenn ein Aufkommen neuer kleinerer Parteien und leichte Verluste der Hauptunterstützer der Wiedervereinigung im Parlament festzustellen war.

### Verhandlungsrunde in Mont Pèlerin November 2016
Eine möglicherweise entscheidende Verhandlungsrunde fand ab 7. November 2016 in Mont Pèlerin am Genfersee in der Schweiz in Anwesenheit des UN-Generalsekretärs Ban Ki-Moon statt. Auf der Agenda stand die zukünftige territoriale und administrative Einteilung des Landes. Die griechischen Zyprioten möchten, dass mindestens 100.000 der 220.000 Vertriebenen im Norden wiederaufgenommen werden, dass griechische Zyprioten vor allem in die Städte Morphou und Famagusta zurückkehren können.
Sollten sich die Parteien in diesen Punkten einigen, wird man die Diskussionen fortführen, eine gemeinsame Karte aufsetzen und schließlich ein Datum für weitere Sicherheitsverhandlungen festsetzen.
Ziel des Abkommens ist es, Zypern unter einer internationalen Identität, einer Staatsbürgerschaft und Souveränität zu einen. Die Unterteilung in zwei Bundesstaaten soll jedoch erhalten bleiben.
Am 20. November wurden die Gespräche nach einwöchiger Pause fortgesetzt. Nach zweitägigen intensiven Verhandlungen konnte man sich nicht einigen, wie die heikle Frage der Grenzen zwischen den beiden Bundesstaaten gelöst werden soll.
Die griechischen Zyprer hatten offenbar bis zuletzt gefordert, dass die künftigen innerzyprischen Grenzen auf Karten genau definiert werden. Wie aus Verhandlungskreisen der griechischen Zyprer zu erfahren war, beschränkte sich die türkisch-zyprische Seite auf eine vage Auflistung der Prinzipien, die bei der Neudefinition der Grenzen gelten sollen.
Anastasiadis und Akıncı würden zurück nach Zypern reisen und dort prüfen, wie es weiter gehen soll, hieß es in einer Erklärung des Sondergesandten des UN-Generalsekretärs, Espen Barth Eide.
Die beiden Spitzenpolitiker der sogenannten „Mutterstaaten“ der zyprischen Konfliktparteien Alexis Tsipras und Recep Tayyip Erdoğan wollten sich nach noch nicht offiziell bestätigten Informationen in den darauffolgenden Tagen treffen, um ihrerseits über die Zypernfrage zu sprechen.

### Verhandlungen unter Vermittlung der UN im Jahre 2017

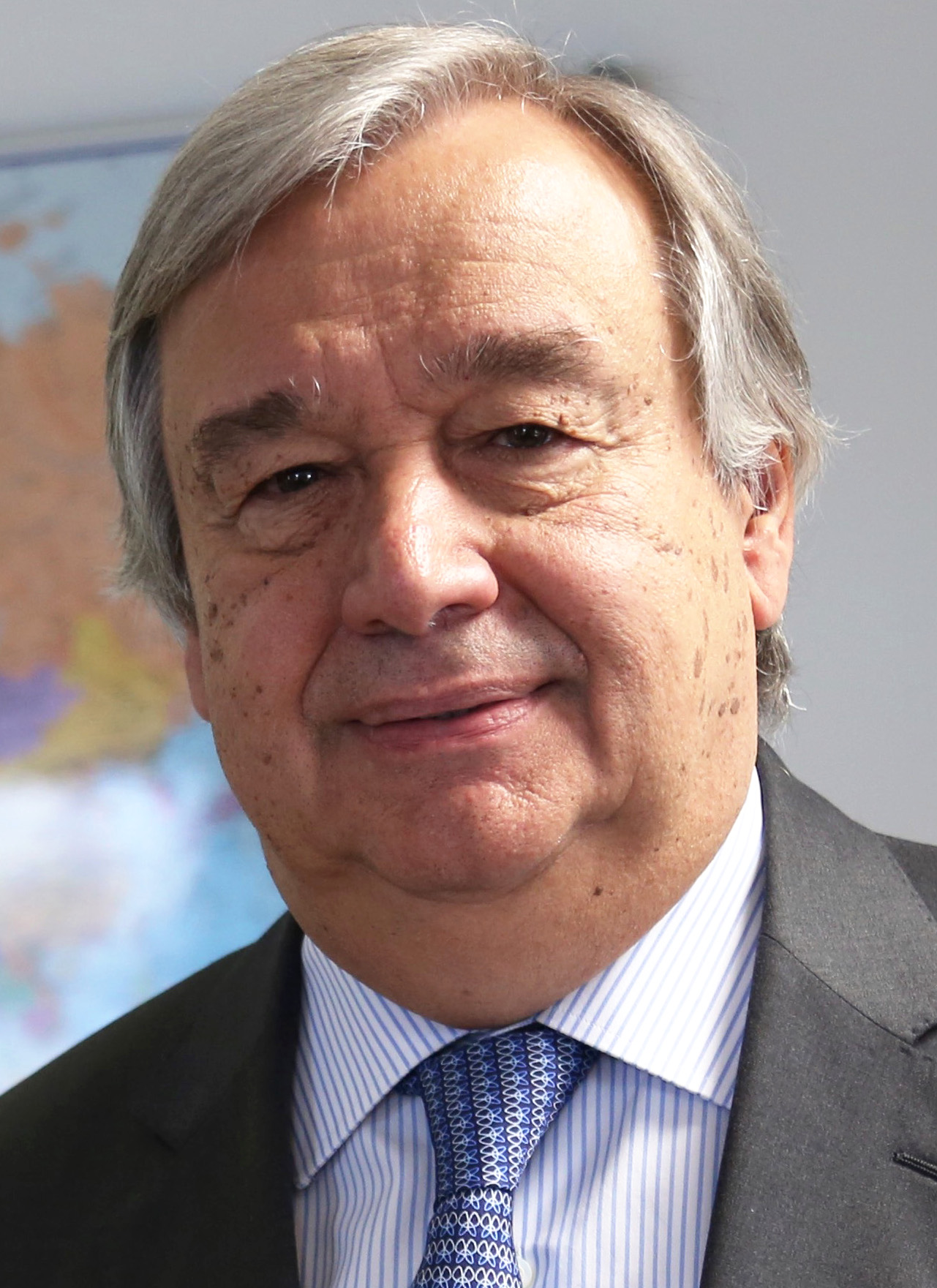
António Guterres

Am 4. Januar 2017 trafen sich Mustafa Akıncı und Nikos Anastasiadis in der UN-gesicherten Pufferzone Zyperns. In ihrer fast vierstündigen Zusammenkunft unter der Schirmherrschaft von Espen Barth Eide wurden Vorgespräche für die neue Verhandlungsrunde in Genf geführt, sie besprachen unter anderem erneut territoriale Veränderungen, die für eine angestrebte Zwei-Staaten-Föderation notwendig sind. Die Genfer Gespräche fanden vom 9. bis 12. Januar statt. Der türkisch-zypriotische Staatschef gab sich optimistisch, als er sich im Anschluss an die Presse wandte. „Man werde in positiver Erwartung und konstruktiver Atmosphäre nach Genf reisen“, so Akıncı laut türkischer Tageszeitung Sabah. Gleichzeitig warnte er jedoch, „2017 könne ein schmerzliches Jahr werden, sollte sich keine Lösung in der Zypernfrage finden lassen“.
Für beide Seiten scheint weiterhin auch die Sicherheit ein kritischer Punkt, und damit einhergehend der Verbleib der etwa 40.000 türkischen Soldaten auf der Insel. „Wir können nicht das letzte Land bleiben, welches durch Garantiemächte Schutz durch Dritte benötigt“, so Anastasiadis am 8. Januar und fügte hinzu, als EU-Mitglied benötigt sein Land „weder Garantiemächte noch Truppen“.
Akıncı möchte wohl auf die türkischen Truppen zur Sicherheit seiner Gemeinschaft nicht verzichten. Er bekräftigte nochmals, ein Abkommen wäre nur zu akzeptieren, wenn sich „beide Seiten sicher fühlen könnten“.
Am 11. Januar 2017 legten beide Seiten erstmals seit der Teilung Zyperns vor mehr als 40 Jahren Karten mit ihren Vorschlägen für den zukünftigen Grenzverlauf vor.
Vorsitzender der Verhandlungsrunde in Genf war der neue Generalsekretär der Vereinten Nationen António Guterres. Die Gespräche im Januar um die geteilte Insel Zypern sind ohne abschließendes Ergebnis zu Ende gegangen, aber aufgrund der guten Verhandlungsentwicklung wurde eine Fortsetzung vereinbart.
Im Juni 2017 wurden die Verhandlungen zwischen Niko Anastasiadis und Mustafa Akıncı fortgesetzt. Diese Verhandlungsrunde in Crans-Montana scheiterte im Juli 2017 unter anderem an der Weigerung der Türkei, ihre im Nordteil stationierten Truppen vollständig abzuziehen und auf ihr Interventionsrecht zu verzichten.
In einem Brief vom 27. Juli an die Präsidenten Anastasiadis und Akıncı bekräftigte der Präsident der Europäischen Kommission Jean-Claude Juncker, dass er eine europäische Lösung des Konflikts anstrebe.

### Langsame Wiederannäherungen im Jahr 2018

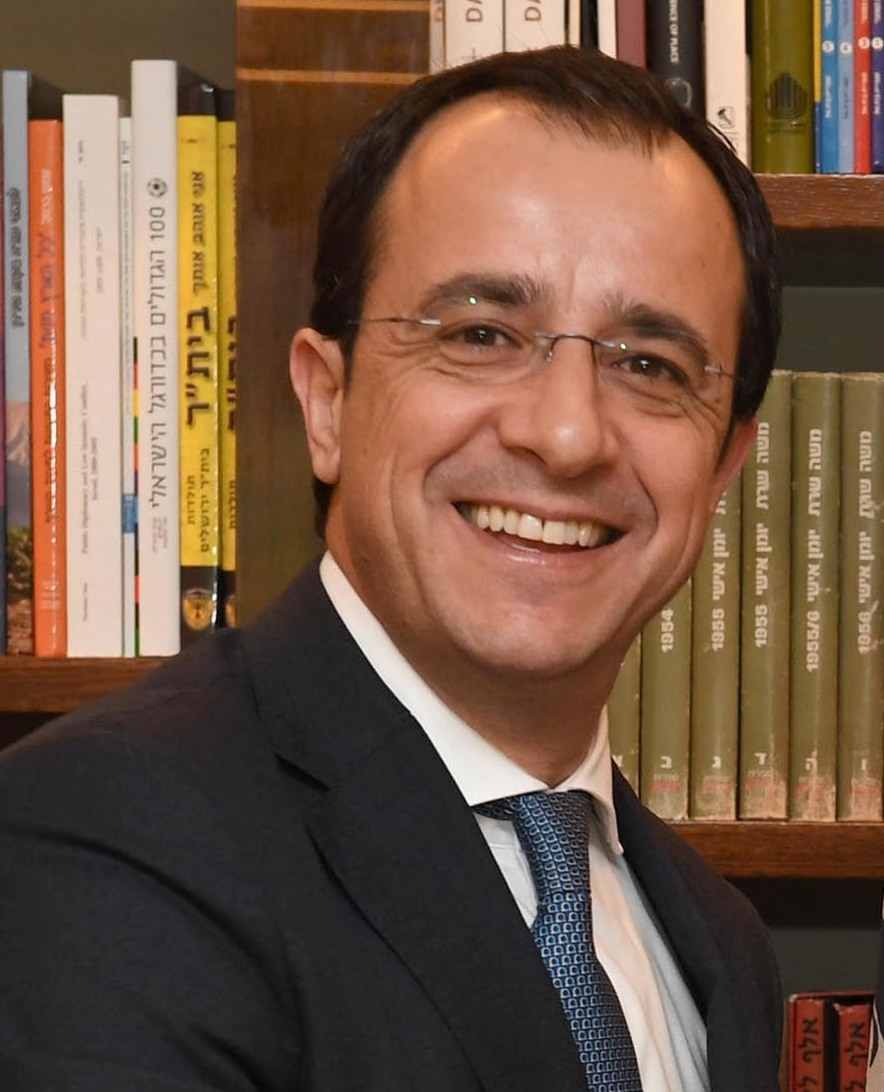
Nikos Christodoulidis

Nachdem im Februar 2018 Nikos Anastasiadis als Präsident der Republik Zypern wiedergewählt worden war, rief er dazu auf „dafür zu sorgen, dass die aktuelle Situation nicht die Lösung für das Zypern-Problem“ sein dürfe.
Der Außenminister der Republik Zypern Nikos Christodoulidis erklärte im Juli 2018, es gebe neue Hoffnung, dass die Gespräche unter Vermittlung der Vereinten Nationen über eine Wiedervereinigung Zyperns wieder aufgenommen werden könnten.
Im November 2018 wurden zwei neue Grenzübergänge eröffnet. Einer in Lefgios/Lefke im Nordwesten Zyperns südlich von Morfou/Güzelyurt und ein Zweiter bei Deryneia/Derinya im Osten der Insel südlich von Famagusta/Gazimağusa.

### Wiederaufnahme von Gesprächen im Jahr 2021
Nach jahrelanger Pause sprachen die griechischen und türkischen Zyprer in Genf unter internationaler Vermittlung der UN wieder über die Überwindung der Teilung der Insel. Beide Seiten strebten inzwischen unterschiedliche Modelle an.
Die griechisch-zypriotische Seite unter der Führung der christdemokratisch-konservativen Partei Dimokratikos Synagermos unter Präsident Nikos Anastasiadis verfolgte weiterhin den Weg einer Vereinigung Zyperns als Bundesstaat. Anastasiadis kommentierte, es gelte „einen Weg zu finden, damit beide Volksgruppen sich sicher fühlen – ohne Garantiemächte und Besatzungstruppen und im Besonderen ohne Abhängigkeiten von jedweder dritten Partei“.
Bei der türkisch-zypriotischen Seite gab es 2019 eine Änderung der Regierungsverantwortung hin zur nationalkonservativen Ulusal Birlik Partisi. Sie verfolgt neuerdings die allerdings international nur von der türkischen AKP unter Recep Tayyip Erdoğan propagierte Zwei-Staaten-Lösung.
Es war daher nicht überraschend, dass bei dem Treffen in Genf keine gemeinsame Basis gefunden wurde, um Verhandlungen über die Zypernfrage wieder aufzunehmen. „Die beteiligten Parteien hätten keinen gangbaren Mittelweg finden können“, teilte die UN am Ende der dreitägigen Gespräche mit. Dennoch sind weitere Treffen angekündigt.
Am 18. August 2023 wurden drei UN-Blauhelm-Soldaten verletzt, nachdem sie illegale Bauarbeiten in der UN-Pufferzone nahe Pyla durch türkische Zyprer verhindern wollten.